# Pascale Clark
Pour les articles homonymes, voir Clark.
Pascale Clark, née le 30 juin 1963, est une journaliste et animatrice de radio française ayant travaillé à France Inter pendant treize ans. Elle est également animatrice de télévision et romancière.

## Biographie

### Débuts
Le père de Pascale Clark est un assureur parisien d'origine anglaise. On sait de sa mère, par le livre Mute, publié en 2020, que celle-ci a échappé à la rafle du Vélodrome d'Hiver.
La journaliste fait ses études au CELSA, où elle a une licence.
Elle débute dans une radio versaillaise en 1983. Elle collabore à plusieurs radios comme RTH (ou Radio Trans Helium), CVS, Ouï FM, 95.2, Europe 2, France Info, Europe 1 (pendant la saison 1993-1994, elle présente Europe Nuit avec Christophe Delay de 22 h à 0 h).

### Années 1990: de France Inter à RTL
Elle rejoint France Inter en 1995 avec Alex Taylor, où elle tient la rubrique Question par A+B, d'Annette Ardisson, et effectue des remplacements d'été. Elle succède à Nicolas Poincaré à la présentation du 7 h-9 h de France-Inter avec la revue de presse et l'interview de 8 h 20 jusqu'en juin 2001.
Pascale Clark participe parallèlement à des émissions de télévision comme Arrêt sur images (1995-1996) avec Daniel Schneidermann sur France 5, TV+ et Un an de + avec Marc-Olivier Fogiel sur Canal+, Culture pub avec Christian Blachas sur M6.
En septembre 2001, elle anime sa première émission propre, Tam tam, etc., sur France Inter. 
En septembre 2004, elle rejoint RTL, où elle anime jusqu'en juin 2006 On refait le monde, une émission quotidienne de débat contradictoire.
En septembre 2008, elle présente la revue de presse, À la une de la presse et du net, du lundi au vendredi à 8 h 30.

### 2001-2008: les années Canal +
Durant quelques mois, dans les années 2000, Pascale Clark réalise des voix off pour les émissions TV+ ou 1 an de + de Marc-Olivier Fogiel.
De septembre 2001 à juin 2007, Pascale Clark anime sur Canal+ En aparté, une émission d'interview atypique puisqu'elle n'est pas présente physiquement à l'antenne : elle dialogue en voix hors-champ avec l'invité. En septembre 2006, l'émission passe d'un rythme hebdomadaire à un rythme quotidien, avec un format plus long pour occuper la case du midi du lundi au vendredi. Pendant la campagne pour l'élection présidentielle française de 2007, Pascale Clark reçoit tour à tour chacun des candidats. L'émission s'arrête le 29 juin 2007, sans être reconduite par la chaîne en raison d'audiences jugées décevantes. Elle reprend à la rentrée de septembre 2021, Nathalie Lévy remplaçant Pascale Clark.
De septembre 2007 à juin 2008, avec la participation de Yassine Belattar et de Nicolas Rey, Pascale Clark anime sur Canal+ Un café, l'addition. Chaque samedi à 13 h 45, cette émission passe en revue l'actualité de la semaine écoulée, donne la parole à des polémistes et reçoit un invité. Pascale Clark intervient en voix hors-champ.

### 2009-2016: retour sur France Inter
À la rentrée 2009, soit cinq ans après avoir quitté la station, elle revient à France Inter pour la tranche 9 h-10 h, avec Comme on nous parle, et une interview de personnalité (généralement politique) de 7 h 51 à 7 h 56. En septembre 2013, la journaliste cesse de présenter l'interview. Comme on nous parle se termine en juin 2014.
À la saison 2014-2015, Pascale Clark anime A'live. L'émission, rythmée par un thème original de Woodkid, est en direct à 21 h du lundi au jeudi, et mêle mini-concerts et entretiens avec des personnalités des arts et de la culture, et aussi professionnels de divers horizons et simples citoyens. L'émission est bien reçue par la critique, mais interrompue par Clark.
Pour la saison 2015-2016, Pascale Clark présente le magazine hebdomadaire Making Of. Le format est minimaliste : il y a un habillage musical réduit, et un seul invité, que la journaliste rencontre elle-même ; aucun chroniqueur (ni même les Kids, le tandem de jeunes journalistes qui la suivaient depuis quelques années) ne contribue à ce programme d'une heure, musique comprise. La fin de l'émission marque la fin de la collaboration de Pascale Clark à France Inter.
En 2015 et 2016, Pascale Clark participe au festival Longueur d'ondes.

### Depuis 2016: France 2, média alternatif et roman
Le 4 septembre 2016, Pascale Clark démarre une chronique hebdomadaire dans l'émission 13h15 animée par Laurent Delahousse le week-end sur France 2.
En novembre 2016, elle lance une campagne sur le site Ulule pour financer BoxSons. Le site de podcasts débute à la rentrée 2018. Il prend fin le 28 août 2019, après une interruption qui avait été espérée provisoire,. 
Son roman Mute sort chez Flammarion en février 2020,.
À l'été 2020, Pascale Clark revient sur Europe 1 pour présenter l'émission Culture Médias durant les congés de Philippe Vandel, chaque jour de la semaine entre 9 heures et 11 heures. Pour la saison 2020-2021, elle remplace Frédéric Taddeï à la présentation de l'émission de culture et d'entretiens En Balade avec... le dimanche de 11 h à 12 h 30. L'émission s'arrête à l'initiative de la direction de la station. Pascale Clark met son éviction sur le compte de son hostilité à Vincent Bolloré.
Pascale Clark revient à la télévision pour la saison 2021-2022, sur France 5, avec l'émission Revu, consacrée aux principales images de la semaine passée. L'émission s'arrête faute d'audience suffisante.

## Controverses

### Élection présidentielle de 2007
En mars 2007, le site de l'association de critique des médias Acrimed dénonce le mépris de Pascale Clark dans ses interviews des « petits candidats » à l'élection présidentielle de 2007. L'association pointe certaines questions posées à Gérard Schivardi dans l'émission En aparté sur Canal + : « Vous avez été rasta dans une autre vie ? », « Vous tenez bien l’alcool ? », ou encore « Si vous êtes élu, le cassoulet devient obligatoire ? ». On lui reproche son agressivité lors de son interview du candidat Jacques Cheminade avant l'élection présidentielle de 2012.
Plusieurs journalistes et personnalités lui reprochent sa suffisance. Ainsi le magistrat et blogueur Philippe Bilger indique, sur le site du Huffington Post : « en particulier, je ne supporte pas Pascale Clark dont le ton et la posture de questionnement me hérissent. » La journaliste Valérie Lehoux du magazine culturel hebdomadaire Télérama estime que Pascale Clark « agace. Par son ton suffisant, ses airs de connivence, son goût de l'entre-soi ». Stéphane Bern n'apprécie pas non plus la journaliste : « Elle est sèche, frustrée, très donneuse de leçons à la terre entière... Je suis aussi parti de France Inter à cause d'elle car elle ne m'a jamais dit bonjour en onze ans. »
À l'occasion de la perte de sa carte de presse, certains médias comme Marianne ou BFM s'interrogent sur la pertinence de son statut d'intermittente du spectacle. Le 9 mars 2015, Pascale Clark perd son statut de journaliste professionnelle, sa carte de presse n’étant pas renouvelée par la CCIJP pour le double motif qu'elle est rémunérée en qualité de productrice sous le statut d'intermittente du spectacle et que l'émission qu'elle présente, A'Live, ne présente pas le caractère d'une émission d'information. 

### Soutien à Mehdi Meklat
En février 2017, une polémique se développe autour de Mehdi Meklat, un blogueur du Bondy Blog à qui Pascale Clark avait donné en 2010 une chronique radio dans son émission Comme on nous parle sur France Inter. Alors que la presse révèle les tweets racistes, antisémites, homophobes et misogynes, faisant l'apologie d'Hitler et de Ben Laden, menaçant de mort Marine Le Pen ou les journalistes de Charlie Hebdo, diffusés plusieurs années plus tôt sous un pseudonyme, Pascale Clark prend sa défense, jugeant qu'il ne s'agissait que de « blagues nazes » et que Mehdi Meklat « ne fut que poésie, intelligence et humanité ». 
Le politiste Laurent Bouvet s'étonne de la « complaisance médiatique rare pour un journaliste débutant ». Mehdi Meklat a finalement été « encensé par toute une partie de la presse ». Bouvet estime que cette situation est révélatrice d'un système médiatique « qui assure de toute sa force de frappe la promotion de certaines idées. ».  
L'historien Emmanuel Debono, prenant pour exemple Pascale Clark, juge que l'affaire Meklat est un « puissant symptôme » des ambiguïtés et des sympathies qu’il soulève dans l’intelligentsia. Cette sympathie a pour conséquence que « lorsque la haine raciale ou antisémite provient d’individus appartenant à des catégories dites « dominées », une grande partie de l’antiracisme contemporain la minimise ou la dénie ».

## Musique et cinéma
Pascale Clark joue son rôle d'intervieweuse en 2004 sur l’album Le Face à face des cœurs d’Abd al Malik.
En février 2007, elle prête sa voix à l'album Puisqu'il faut vivre du rappeur Soprano, en tant que psychologue de celui-ci. Elle double la voix de l’ordinateur de bord du vaisseau Axiom dans l’adaptation française du long-métrage WALL-E des studios Pixar, sorti sur les écrans en 2008 au cinéma.

## Publications
- Tout le monde fait l'amour, Albin Michel, février 2001, 202 p. (ISBN 2-2261-2156-0)
- Merci de votre attention, Albin Michel, mai 2003, 275 p. (ISBN 2-2261-3789-0).
- Après, Fred Chichin est mort, Éditions du Seuil, avril 2008, 192 p. (ISBN 978-2-0209-7691-6)
- Mute, Flammarion, février 2020, 234 p. (ISBN 978-2-08-150670-1)